# الجلوس على الوجه
الجلوس على الوجه (بالإنجليزية: Facesitting) هو وضعية جنسية يقوم بها أحد الطرفين (غالباً امرأة) بالجلوس على وجه الطرف الآخر، مما يسمح بحصول اتصال بين اللسان والأعضاء التناسلية والشرج. هذه الممارسة شائعة جدا كنوع من الإذلال الجنسي بين امرأة مسيطرة ورجل خاضع أو امرأة خاضعة.
يستطيع الطرف الخاضع التنفس أثناء هذه الممارسة، خلاف بعض الممارسات التي تحرم الطرف الخاضع من الهواء.
ثقل الجسم، رطوبة وروائح الأعضاء التناسلية والشرج تعتبر عوامل قوية في إثارة الطرف الخاضع. أحياناً تقوم المرأة بفرك المنطقة الشرجية بالوجه، مما يزيد المتعة الحاصلة. قد يجد الطرف الخاضع لذة كبيرة في هذه الوضعية خصوصا لعق فتحة الشرج والمهبل.